# Dorfkirche Pfaffendorf

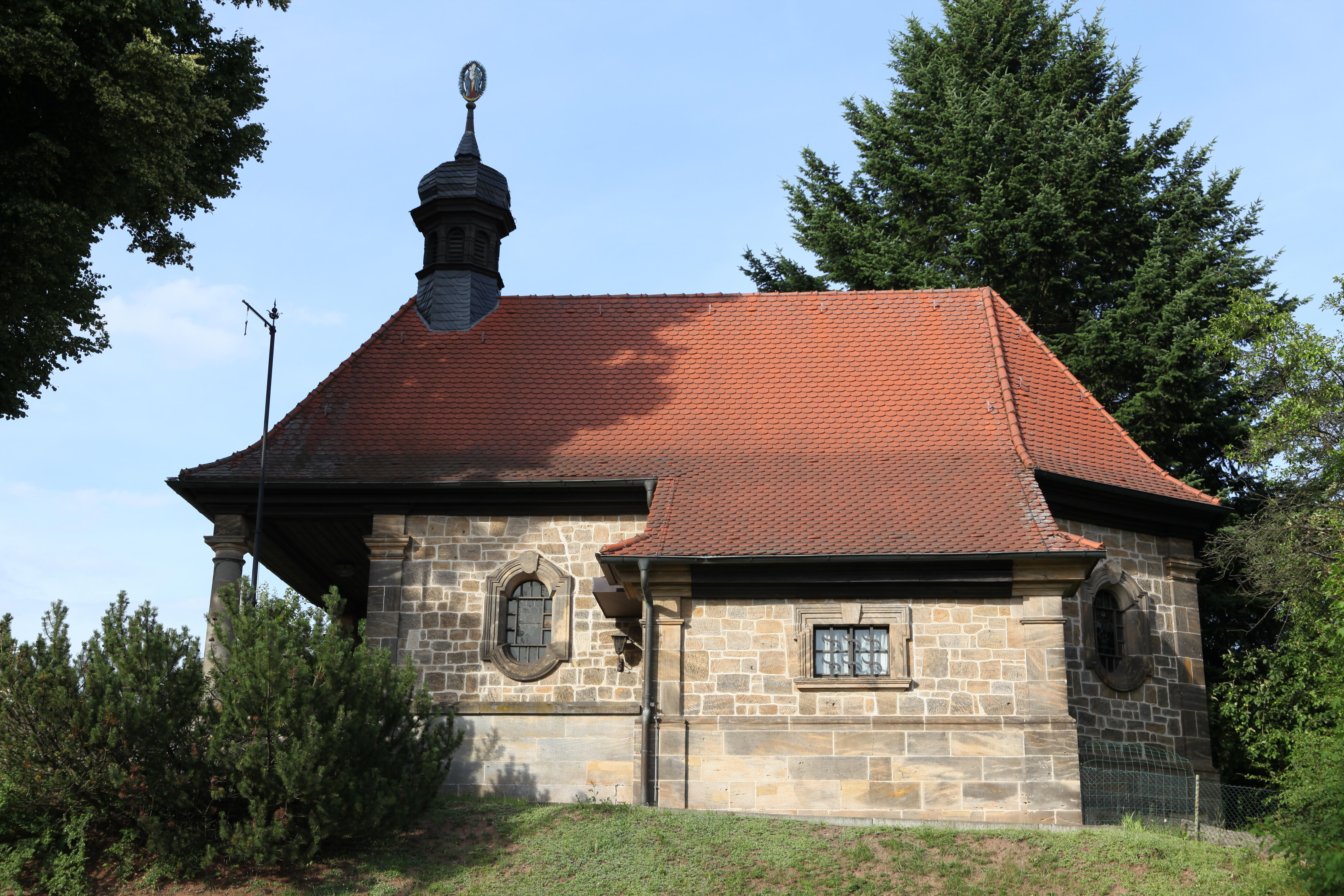
Katholische Kapelle in Pfaffendorf

Die Dorfkirche Pfaffendorf (Filialkapelle Mariä Namen Pfaffendorf) in Pfaffendorf, Landkreis Haßberge, Pfarreiengemeinschaft St. Kilian und Gefährten Pfarrweisach, Dekanat Haßberge, wurde 1919–1920 nach Entwurf des Architekten Fritz Fuchsenberger gebaut und am Fest des heiligen Namens der seligsten Jungfrau (12. September 1920) durch den Dekan des bischöflichen Dekanats Ebern, Johannes Gräf, geweiht.
Das Gotteshaus wurde aus heimischem Sandstein im neoromanischen Stil erbaut. Das vorkragende Dach auf der Nordseite wird von zwei Säulen gehalten, so dass sich eine Überdachung des Eingangs ergibt. Über der Eingangstür befindet sich ein Relief der Gottesmutter in angedeuteten Wolken mit dem Text „Gott schütze die Heimat, Maria!“
Im Inneren wurde ein Volksaltar eingebaut und von Bischof Paul-Werner Scheele am 26. September 1998 konsekriert. Die Orgel wurde von Weihbischof Helmut Bauer im Juni 2002 geweiht. Hinter dem Volksaltar befindet sich noch der alte Hochaltar mit dem Tabernakel, auf den Türen befinden sich die Symbole der vier Evangelisten, Weintrauben und Ähren.
Das Altarbild von Martin Hertz zeigt die Gottesmutter mit dem Jesuskind und die Stifter der Kirche, Georg und Margarete Kestler, mit einem Neffen und einer Nichte, umgeben von einem Kranz aus Engelsköpfen und Blüten. Zu ihren Füßen sind Kaninchen und Hühner dargestellt. Die aus der alten Schlosskapelle stammenden Assistenzfiguren zu beiden Seiten des Altars sind Johannes Nepomuk und Aquilinus.